# Armia Turkiestańska
Armia Turkiestańska (ros. Туркестанская армия) – związek operacyjny Białych podczas wojny domowej w Rosji.

## Historia
11–12 lipca 1918 r. w Aszchabadzie, Krasnowodsku i Merwie miały miejsce udane powstania antybolszewickie. Powstańcy utworzyli Zakaspijski Rząd Tymczasowy, który do 21 lipca objął władzę prawie na całym terytorium obwodu zakaspijskiego. Bolszewicy zmobilizowali swoje oddziały, dzięki czemu 28 lipca pod Czardżujem rozbili oddziały powstańcze Białych, które próbowały połączyć się z armią emira Chanatu Bucharskiego. Jednakże tego samego dnia do Azji Środkowej wkroczyły 20-tysięczne interwencyjne oddziały brytyjskie pod dowództwem gen. mjr. Wilfrida Mallesona, które wsparły Białych. W pierwszej połowie sierpnia pobite oddziały powstańcze dzięki pomocy Brytyjczyków umocniły się w rejonie Bajram-Ali. Zostały one nazwane Wojskami Obwodu Zakaspijskiego. Pod koniec sierpnia wojska bolszewickie przerwały ich obronę, zdobywając Bajram-Ali i Merwę, ale ostatecznie zostały zmuszone do odwrotu w okolice stacji kolejowej Rawnina. Front ustabilizował się do końca roku. 22 stycznia 1919 r. rozkazem gen. A.I. Denikina Wojska Obwodu Zakaspijskiego zostały przeorganizowane w Armię Turkiestańską, na dowódcę której 10 kwietnia wyznaczono gen. lejt. Ippolita W. Sawickiego. Jego zastępcą ds. cywilnych był gen. J.P. Dżunkowski. Funkcję szefa sztabu pełnił gen. Łazariew. Wchodziły one w skład Sił Zbrojnych Południa Rosji gen. Antona I. Denikina. Faktyczne zwierzchnictwo sprawował jednak gen. W. Malleson. Brytyjczycy wsparli utworzenie armii finansowo i materialnie. Armia Turkiestańska została wzmocniona Tekińską Dywizją Kawalerii gen. mjr. Oraza-Chana-Serdara. Dotychczasowe oddziały Wojsk Obwodu Zakaspijskiego przeorganizowano w Zakaspijską Mieszaną Dywizję Piechoty gen. Łazariewa i Turkiestańską Dywizję Strzelecką gen. mjr. Borysa N. Litwinowa. Łączne siły Armii Turkiestańskiej liczyły zaledwie ok. 9 tys. żołnierzy. Były jednak wspierane przez kilkunastotysięczne wojska Chanatu Chiwy. W kwietniu rozpoczęło się stopniowe wyprowadzanie wojsk brytyjskich do Persji, trwające do lipca, dzięki czemu Biali przejęli faktyczne kierownictwo działaniami zbrojnymi. Generał I.W. Sawicki opracował plan natarcia z Krasnowodska na Taszkent i dalej w kierunku na Wiernyj. Miał on być częścią większej ofensywy Sił Zbrojnych Południa Rosji przeciwko wojskom bolszewickim. Jednakże w maju bolszewicy poprzedzili natarcie Armii Turkiestańskiej, odzyskując do pocz. lipca Bajram-Ali, Merw, Tedżen, twierdzę Kaachka i Aszchabad. W wyniku tych klęsk dotychczasowej funkcji został pozbawiony gen. lejt. I.W. Sawicki, zaś nowym dowódcą Armii Turkiestańskiej został mianowany gen. lejt. Aleksandr A. Borowski. Nie przybył on jednak, w rezultacie czego armią dowodził gen. lejt. Borys I. Kazanowicz, oficjalny dowódca od 8 października. W sierpniu w Czimbaju wybuchło antybolszewickie powstanie Kozaków uralskich, poparte przez władcę Chanatu Chiwijskiego Dżunaid-Chana, w wyniku czego część sił bolszewickich została odesłana w tamten rejon. Dla wsparcia powstańców ze składu Armii Turkiestańskiej została wydzielona Chiwijska Grupa Wojskowa. Po zdławieniu powstania bolszewicy 5 października wznowili ofensywę przeciwko Białym, rozbijając w rejonie Kazandżiku duże zgrupowanie Armii Turkiestańskiej. Podczas walk ranny został gen. lejt. B.I. Kazanowicz i gen. mjr B.N. Litwinow. W tym samym czasie z regionu wycofały się oddziały Sił Zbrojnych Południa Rosji, nie mogąc już wspierać Armii Turkiestańskiej. W rezultacie resztki wojsk Białych zostały w poł. października przyparte do wybrzeża Morza Kaspijskiego. Wytrwały tam do pocz. lutego 1920 r., kiedy zostały okrążone w rejonie Krasnowodska. 6 lutego nastąpiła ich ewakuacja drogą morską wraz z członkami władz i uchodźcami cywilnymi na perską wyspę Ashūradeh leżącą na Morzu Kaspijskim, a następnie do Dagestanu.

## Dowódcy
- gen. lejt. Ippolit W. Sawicki (10 kwietnia – 22 lipca 1919 r.)
- gen. lejt. Aleksandr A. Borowski (22 lipca – 8 października 1919 r.)
- gen. lejt. Borys I. Kazanowicz (8 października 1919 r. – luty 1920 r.)

## Skład organizacyjny
- Zakaspijska Mieszana Dywizja Piechoty – d-ca gen. Łazariew
  - 1 Pułk
  - Pułk Turkiestański
  - Dagestański Dywizjon Konny
  - Batalion Zapasowy
  - Osetyńska Sotnia Konna
  - Partyzancki Dywizjon Konny
  - Kaukaski Dywizjon Artylerii (2 działa)
  - Zakaspijski Dywizjon Artylerii (4 działa)
  - Kompania Saperów
  - Kizył-Arwacka Drużyna Kolejowa
- Turkiestańska Dywizja Strzelecka – d-ca gen. mjr Borys N. Litwinow
- Tekińska Dywizja Kawalerii – d-ca gen. mjr Oraz-Chan-Serdar
- pociągi pancerne „Dozornyj”, „Generał Korniłow”, „Partizan”, „Tri Muszkietera” i „Groza”